# Barbara Bażanów
Barbara Bażanów z domu Sordyl – polska lekarz weterynarii, doktor habilitowany nauk rolniczych, profesor na Uniwersytecie Przyrodniczym we Wrocławiu, specjalistka od wirusologii weterynaryjnej.

## Kariera naukowa
W 1999 roku na Akademii Rolniczej we Wrocławiu uzyskała tytuł lekarza weterynarii. W 2003 roku na Wydziale Medycyny Weterynaryjnej tej samej uczelni uzyskała stopień doktora nauk weterynaryjnych na podstawie rozprawy pt. Epidemiologia zakażeń wirusem zapalenia tętnic koni u ogierów. Próby dekontaminacji nasienia z zanieczyszczeń wirusowych, której promotorem był Witold Golnik. W 2004 roku została zatrudniona na tejże uczelni, a w 2019 roku uzyskała na niej stopień doktora habilitowanego nauk rolniczych w dyscyplinie weterynarii na podstawie pracy pt. Epidemiologia zakażeń egzotycznymi wektorowymi wirusami w Polsce, w kontekście globalnego zagrożenia nowo pojawiającymi się zoonozami.